# 广 (焉耆)
广（？—94年），东汉时焉耆王。
焉耆在两汉之际依靠匈奴，反叛汉朝。13年，焉耆国首先背叛，杀死了新朝西域都护但钦。75年，焉耆和龟兹两国进攻东汉西域都护陈睦，陈睦全军覆没。94年，西域都护班超征发龟兹、鄯善等八国，共七万余军队，讨伐焉耆。班超把焉耆王广、尉犁王等引诱到已故西域都护陈睦驻扎过的故城，然后斩杀，将人头送往洛阳。班超乘胜放纵士兵抄掠，斩杀五千余人，生擒一万五千人，改立焉耆左侯元孟为焉耆王。班超在焉耆半年，进行安抚。于是西域五十余国全都派送人质，归附汉朝。远至西海之滨，四万里外的国家，都经过几重翻译来汉朝通贡。